# Stanley W. Jackson
Stanley W. Jackson (Montreal, Quebec, 17 de noviembre de 1920 - 24 de mayo de 2000) fue un psiquiatra canadiense y profesor emérito de psiquiatría e historia de la medicina en la Universidad de Yale. Su trabajo académico combinó enfoques psiquiátricos y psicoanalíticos, ofreciendo reconstrucciones históricas de los estados mentales atípicos desde la antigüedad al siglo XX. Se especializó en el estudio de la melancolía y la depresión, la etiología de la esquizofrenia y el manejo de padecimientos psicológicos, entre otros.

## Publicaciones
El enfoque de Jackson fue tanto teórico como práctico y combinó el trabajo en consulta con pacientes con la docencia. Desde dicha intersección escribió dos títulos que se convirtieron en referencias clave para el estudio de la depresión y la salud mental.
- Jackson, Stanley W. (1989). Historia de la melancolia y la depresion: Desde los tiempos hipocraticos a la epoca moderna. Turner. ISBN 978-84-7506-257-0. Consultado el 31 de enero de 2023.
- Jackson, Stanley W. (1 de enero de 1999). Care of the Psyche: A History of Psychological Healing (en inglés). Yale University Press. ISBN 978-0-300-14733-9. Consultado el 31 de enero de 2023.